# حكيم كرم
حكيم كرم (بالإنجليزية:  Sage Karam)‏ مواليد 5 مارس 1995 في الناصرة، بنسيلفانيا، الولايات المتحدة، هو سائق فورملا 1 أمريكي.

## سباقات شارك فيها
- سلسلة إندي كار
- إنديانابوليس 500

## وصلات خارجية
- حكيم كرم على موقع Racing-Reference.info (الإنجليزية)
- حكيم كرم على موقع DriverDB.com (الإنجليزية)

- Sage Karam official website